# Јудита Аларгић
Јудита Аларгић Стамболић (Нови Сад, 1. август 1917 — Београд, новембар 2011) била је учесница Народноослободилачке борбе и друштвено-политичка радница СР Србије.

## Биографија
Рођена је 1. августа 1917. године у Новом Саду. Пре рата припадала је револуционарном радничком покрету, а 1939. године је постала члан тада илегалне Комунистичке партије Југославије (КПЈ). Септембра 1940. године била је једна од укупно две жене делегата на Шестој покрајинској конференцији КПЈ за Војводину.
Окупација Југославије 1941. године затекла ју је у Београду. По партијском задатку је прешла у Обреновац, где је постала члан Среског комитет КПЈ за Обреновац и партијски је деловала у току припрема оружаног устанка. Након формирања Посавског партизанског одреда, као курир је одржавала везу између Одреда и Покрајинског комитета КПЈ за Србију, који се налазио у Београду. Након Прве непријатељске офанзиве и повлачења партизанских снага у Санџак, учествовала је у организовању партизанске болнице у Радоињи, код Нове Вароши.
Почетком 1942. године била је политички комесар болнице у Новој Вароши, одакле је са групом рањеника отишла у Црну Гору. Била је политички комесар Централне болнице у ослобођеној Фочи и члан Политичког одељења (Политодела) Друге пролетерске ударне бригаде. Учествовала је као делегат у раду Прве конференције Антифашистичког фронта жена (АФЖ), одржаног 6. децембра 1942. године у Босанском Петровцу. Тада је била изабрана у Извршни одбор АФЖ.
Почетком 1943. године послата је као инструктор Централног комитета КП Југославије на партијски рад у околину Бихаћа, а крајем исте године је постављена за члана Политодела Тринаесте пролетерске ударне бригаде. Септембра 1944. године била је упућена на партијски рад у Војводину, где је остала до краја рат. Из рата је изашла са чином резервног мајора ЈНА.
После ослобођења Југославије, своју борбу против фашизма је наставила борбом против патријархата. Припадала је групи жена-револуционарки које су оствариле дужу политичку каријеру. Налазила се на функцијама члана Градског комитета Савеза комуниста Београда, председника Савеза женских друштава Београда и члана Главног одбора Антифашистичког фронта жена Србије.
Завршила је Вишу политичку школу „Ђуро Ђаковић” у Београду, а на Четвртом конгресу СКС, одржаном јуна 1959. године, била је изабрана за члана Централног комитета Савеза комуниста Србије.
Умрла је у новембру 2011. године у Београду. Била је супруга истакнутог југословенског револуционара, политичара и народног хероја Петра Стамболића (1912—2007), који је заузимао највише позиције на републичком нивоу и Федерацији, те од 1963. до 1967. био председник Савезног извршног већа (СИВ), а од 1982. до 1983. предсеник Председништва СФРЈ.
Носилац Партизанске споменице 1941. и других југословенских одликовања, међу којима су — Орден заслуга за народ са златном звездом, Орден за храброст и Орден партизанске звезде са пушкама.